# 横田かおり
横田 かおり（よこた かおり、1980年（昭和55年）7月18日 - ）は、日本のタレント、ラジオパーソナリティ。
東京都出身、血液型はA型。杏林大学保健学部卒業。ニックネームは「かおりん」「一般人専業主婦代表」。

## 来歴・人物
- 高校2年の時よりスターダストプロモーションに所属し、大学進学と同時に芸能活動を開始[1]。TBS系『関口宏の東京フレンドパークII』やBS朝日『Harajukuロンチャーズ』などに出演。CMや雑誌・ドラマで活動する傍ら、1998年JFNの『カウントダウンパラダイス』大学生アシスタントのオーディション合格をきっかけにラジオパーソナリティー業に進出。2007年にフリーになった後、現在はスリーケットに所属。
  - スターダスト時代は、本名の横田佳織として活動していた。後に「横田かおり」へ改名。
- アロマセラピーが好きで、アロマ検定1級、AEAJアロマセラピーインストラクターの資格を取得。
- ラジオ番組『GOGOMONZ』内で、リスナーのメッセージに対して言う「ありがと」の一言に「癒される、クセになる」というリスナーがいた[3]。
- レギュラー番組出演していた『GOGOMONZ』の企画「リスナーの家で落語を披露するお宅寄席」で2週間で叩き込んだという動物園の噺で落語を初披露した[4]。なお三遊亭鬼丸は数年後この動物園の噺を、同じNACK5の別番組のパーソナリティである佐々木もよこに仕込んでいる。[5]
- 2013年11月22日に結婚したことを11月25日の公式ブログ[6]で明らかにし、2015年4月6日に第1子を出産している。
- 映画鑑賞が趣味で特に邦画を好んでいる[7]。

## レギュラー番組

### ラジオ
- GOGOMONZ（FM NACK5、2021年10月5日 - 、火曜・木曜放送回のみの出演）- 4代目女性パーソナリティーであった高橋麻美の出演降板に伴い、アイドル鳥越と共に5代目女性パーソナリティーとして復帰した。

## 過去の出演

### TV
- 関口宏の東京フレンドパークII（TBS）
- Harajukuロンチャーズ（BS朝日）
- LIVE21（BS朝日）

### CM
- 東京IT会計法律学園（現・学校法人立志舎）
- SCE PSP『TALKMAN』
- 江崎グリコ「マカダミアチョコレート」
- 佐藤製薬「ストナリニ」

### PV
- ゆず「もうすぐ30才」
- ミドリカワ書房「リンゴガール」
- おとぎ話「SMILE」
- ghostnote「I、愛、会い」

### ラジオ
- ドコモ J-POP MAGAZINE（FM NACK5）レギュラーパーソナリティー
- チャイム!（FM NACK5）火曜レギュラーパーソナリティー
- チュルチュルチュール（FM NACK5）ナビゲーターＤＪ
- MUSIC HOLIDAY（FM NACK5）特番パーソナリティー
- MUSIC COMPILE（FM NACK5）特番パーソナリティー
- MAGICAL SNOWLAND（FM NACK5）スノーレポーター
- NACK5 年忘れカウントダウン2009-2010（FM NACK5）パーソナリティー
- NTT DOCOMO presents BRND NEW STYLE（FM NACK5）特番パーソナリティー
- カウントダウンパラダイス（JFN）アシスタントレギュラーパーソナリティー
- サマーキャンペーンカーレポーター（BAY FM）
- Age Free Music! special（FM NACK5）特番アシスタントパーソナリティー
- GOGOMONZ（FM NACK5、2011年4月4日 - 2015年2月26日）初代女性パーソナリティー
  - レギュラー出演終了後も「一般人専業主婦代表」として、スペシャルウィークなどにゲスト出演していた。
- 中村こずえのみんなでニッポン日曜日!（ニッポン放送）2014年2月9日出演。リポーターの代理

### インターネット
- 集まれ☆暇人!!（USTREAM）SAWAと共演